# ثورة كورنيش الثانية
ثورة كورنيش الثانية (بالإنجليزية: Second Cornish Uprising)‏ هي ثورة حدثت في عام 1497 بالقرب من خليج وايتساند بعدما قام متمرد يدعى بيركين واربيك بثورات ضد هنري السابع بدعم و مساعدة من ملك اسكتلندا جيمس الرابع و أيضاً من حكام دوقية بورغونيا.